# 梅克爾上超市

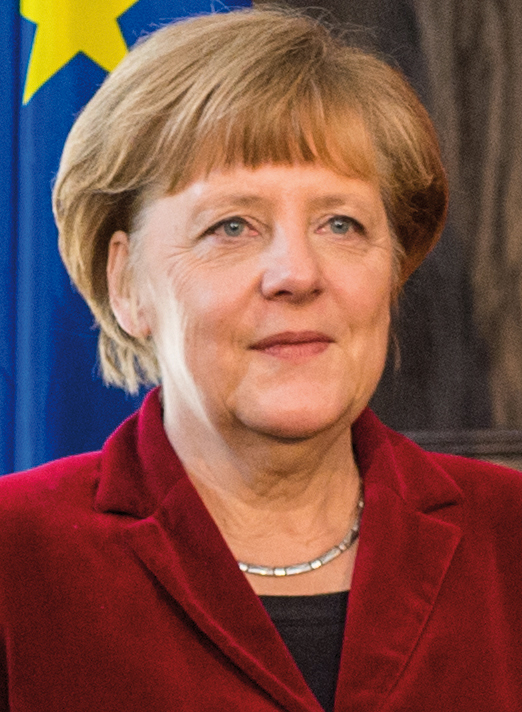
安格拉·梅克爾

上超市購物是前任德國總理梅克爾日常生活的一部份，但偶爾會成為新聞報導的主題，被人們討論，甚至登上國際新聞。

## 地點
梅克爾通常的購物地點是Hit連鎖超市在柏林市中心的分店，離德國國會大廈步行15分鐘。德國的許多其他政治人物也常光顧該店，因此有些人認為該店是政府觀察民情的重要依據。

## 購物習慣
梅克爾是該店多年的常客，常在下班後光顧，購買一些晚餐的食材，出差時則由丈夫前來購物。梅克爾沒有特別待遇，會跟其他人一起排隊、自備購物袋，並且採購的物品會自己提而非交由隨扈。
據梅克爾自述，因為以前在東德物資短缺的環境中成長，養成了「看到就買」的屯貨習慣，難以改掉。

## 關注
有別於另外有些國家的領導者會刻意用類似的行為展示親民，德國人通常不特別關注此事。超市員工也習以為常。長居德國的作家鄭華娟認為梅克爾自行上超市購物一事反映德國文化，就算是總理，下班也只是普通人、做普通的事，不值得關注。曾有一位記者守在超市對街，將梅克爾上超市錄影上傳推特，結果被網民質疑其專業倫理。
此事廣為人知主要是由於2014年，梅克爾帶著中華人民共和國總理李克強和隨行人員前往這間超市，自己提著購物籃，向中方介紹德國的農產品。記者報導梅克爾用一張20歐元鈔票買了些東西，其中包括送給李克強的明信片。
2020年3月，COVID-19在德國流行之初，梅克爾照常上超市，被民眾拍照在網路上流傳。網民稱讚她沒有屯積，只買了平常數量的蔬果、葡萄酒、衛生紙和沐浴乳。這次梅克爾以信用卡付款，被德國八卦小報放在新聞標題強調（在疫情發生前，德國人通常以現金付款）。此事也被一些國際媒體轉發。

## 竊盜
2022年2月，梅克爾在超市購物時遭竊，掛在超市的推車上的皮包被偷走，裡面有身份證、駕照、金融卡和現金。已卸任總理職務的梅克爾有一名保鏢。事後梅克爾自行前往警察局報案。